# Constans Nobis
Constans Nobis (lat. Beständige Sorge) ist der Titel einer Apostolischen Konstitution, mit der Papst Paul VI. am 11. Juli 1975 Umstrukturierungen und eine neue Aufgabenverteilung innerhalb der Kongregationen der römischen Kurie anordnete. Dazu gehörte die Auflösung der Heiligen Kongregation für die Sakramentenordnung und der Heiligen Kongregation für den Gottesdienst und deren Vereinigung zur Heiligen Kongregation für Sakramente und Gottesdienst (lat. Sacra Congregatio pro Sacramentis et Cultu Divino).
Paul VI. begründete diese Umorganisation mit der „beständigen Sorge“, die Wünsche des Zweiten Vatikanischen Konzils und die Empfehlungen seiner Mitbrüder umzusetzen und die in dem Dekret Christus Dominus und den Apostolischen Konstitutionen Regimini ecclesiae universae und Sacra Rituum Congregatio gestellten Aufgaben zu erfüllen.